# Angelo Damiano
Angelo Damiano (nascido em 30 de setembro de 1938) é um ex-ciclista italiano que participava em competições de ciclismo de pista. Correu profissionalmente entre 1965 e 1972. Juntamente com Sergio Bianchetto, ele ganhou uma medalha de ouro no tandem nos Jogos Olímpicos de 1964 em Tóquio.
Depois de conquistar o título nacional na velocidade amador em 1964, em 1965 Damiano se profissionalizou e ganhou uma medalha de bronze na mesma prova no Campeonato Mundial de 1997.